# Order „Cnota”
Order „Cnota” (kaz. «Айбын» ордені) – odznaczenie państwowe Republiki Kazachstanu. Order został ustanowiony Ustawą Republiki Kazachstanu z dnia 12 grudnia 1995 nr 2676 „O odznaczeniach państwowych Republiki Kazachstanu” w dwóch stopniach. Ustawą nr 462-1 z dnia 26 lipca 1999 został dodany jeszcze jeden, najwyższy stopień orderu, a wygląd odznaczenia we wszystkich stopniach został zmieniony.

## Statut
Orderem „Cnota” nagradzany jest personel Sił Zbrojnych Republiki Kazachstanu, innych oddziałów i formacji uzbrojonych, a także pracownicy prokuratury, organów bezpieczeństwa państwowego, spraw wewnętrznych i systemu karnego Ministerstwa Sprawiedliwości Republiki Kazachstanu:
- za sukcesy odniesione na polu szkolenia bojowego oddziałów, utrzymaniu wysokiej gotowości bojowej żołnierzy i opanowaniu nowego sprzętu wojskowego, a także zapewnieniu przestrzegania prawa i porządku;
- za odwagę i poświęcenie w pełnieniu obowiązków wojskowych i służbowych, a także za czyny bohaterstwa dokonane w obronie interesów państwa[1].

Order I i II stopnia nadawany jest wyłącznie oficerom. Orderem III stopnia można nagradzać żołnierzy i podoficerów. Odznaczenie tej samej osoby więcej niż jednym stopniem orderu może następować tylko w kolejności od najniższego do wyższych (dla oficerów od stopnia drugiego).

## Opis
Odznaką orderu I stopnia jest stylizowana pięcioramienna gwiazda, której ramiona pokryte są czerwoną emalią i na którą nałożone są złote groty włóczni. Pomiędzy ramionami gwiazdy znajdują się srebrne promienie. Pośrodku awersu znajduje się okrągły medalion, wizualnie podzielony złotym trójkątem na trzy części: w środkowej części na białej emalii osadzony jest diamentowy kamień, poniżej którego znajduje się złoty napis АЙБЫН („Cnota”); w bocznych częściach widnieją złote rękojeści mieczy na niebieskim tle.
Insygnia orderu II stopnia to ośmioramienna gwiazda z dwuściennymi ramionami i ozdobną krawędzią. W centrum awersu znajduje się okrągły medalion wypełniony czerwoną emalią: pośrodku okrągła tarcza, za którą widnieją dwie skrzyżowane szable, poniżej element dekoracyjny z kazachskim ornamentem ludowym, pośrodku którego znajduje się niebieska emaliowana wstążka ze złotym napisem АЙБЫН. Wszystkie elementy niepokryte emalią są złocone.
Odznaka orderu III stopnia jest podobna do drugiej, z tym że elementy niepokryte emalią są oksydowane srebrem.
Insygnia orderu zawieszone są za pomocą ozdobnego pierścienia na sześciokątnej zawieszce obciągniętej wstążką. Wstążka orderu, wykonana z jedwabnej mory, jest czerwona z trzema niebieskimi paskami pośrodku.